# Balliol College (Oxford)

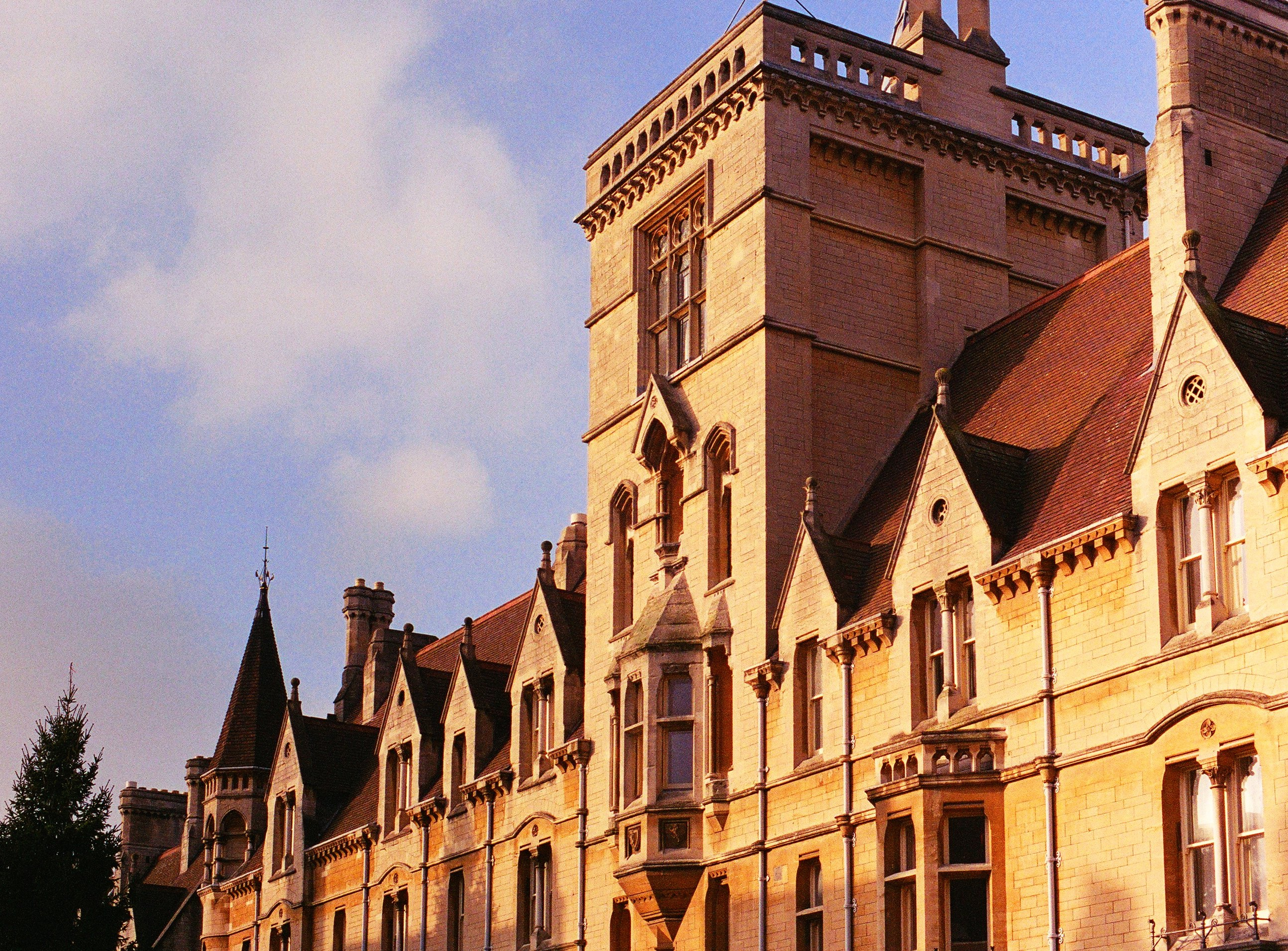
A frente de Balliol College vista de Broad Street.

O Balliol College, fundado em 1263, é uma das instituições de ensino superior constituintes da Universidade de Oxford no Reino Unido.
Tradicionalmente, os alunos (undergraduates) encontram-se entre os politicamente mais activos da universidade, e os alumni do instituto incluem vários antigos primeiro-ministros. Balliol atrai mais alunos internacionais do que os outros institutos superiores.
Durante o período de liderança de Benjamin Jowett no século XIX, o instituto escapa da relativa obscuridade para ocupar a primeira linha dos institutos superiores (colleges), continuando depois a ocupar um papel proeminente. Herbert Asquith descreveu uma vez os homens de Balliol como possuindo "a consciência tranquila de uma superioridade sem esforço".

## Notáveis antigos alunos

### Economia
- William Beveridge
- G.D.H. Cole
- Gavyn Davies
- Charles Stanton Devas
- Francis Edgeworth
- John Hicks
- Walter Rostow
- Adam Smith

### História
- Daniel J. Boorstin
- Donald Creighton
- Charles Harding Firth
- Christopher Hill
- Harold James Ruthven Murray
- Lewis Namier
- Richard Southern
- R. H. Tawney
- Arnold J. Toynbee

### Direito
- Henry Bathurst
- Thomas Bingham
- Charles Bowen
- George Carman
- Joseph Chitty
- John Coleridge
- Thomas Coventry
- Charles Isaac Elton
- John Marshall Harlan II
- Brian Hutton
- Roger Ludlow
- Theodore Tylor
- Michael J. Sandel

### Literatura / Artes
- Archibald Alison
- Harold Boulton
- John Churton Collins
- Cyril Connolly
- Robertson Davies
- Kenneth Dover
- Robinson Ellis
- John Evelyn
- Henry Watson Fowler
- Graham Greene
- Aldous Huxley
- Sidney Lee
- John Gibson Lockhart
- Howard Marks
- David Binning Monro
- John Nichol
- Anthony Powell
- John Campbell Shairp
- Nevil Shute
- George Steiner
- John Addington Symonds
- Laurence Whistler

### Matemática/Ciência/Tecnologia
- Baruch Blumberg
- Edmund John Bowen
- James Bradley
- Richard Dawkins
- Dudd Dudley
- Cyril Norman Hinshelwood
- Reginald Victor Jones
- Anthony James Leggett
- Donald Michie
- Henry John Stephen Smith
- James Stirling
- William Spottiswoode
- John Henry Constantine Whitehead

### Média
- David Astor
- Maurice Gorham
- John Keegan
- Raymond Massey
- William Rees-Mogg
- John Schlesinger
- Peter Snow
- Hugo Young

### Outros
- Gerald Hillman
- Nicola Horlick
- John Aidan Liddell V.C. M.C.
- William Monson
- Nawab of Pataudi
- Richard Sharp
- John Templeton

### Filosofia
- J. L. Austin
- Roy Bhaskar
- Thomas Hill Green
- William Hamilton
- Peter Geach
- Stuart Hampshire
- R. M. Hare
- C.E.M. Joad
- John Lucas
- Richard Lewis Nettleship
- David George Ritchie
- Bernard Williams
- Richard Wollheim
- Ernest Gellner

### Poesia
- Matthew Arnold
- Hilaire Belloc
- Andrew Cecil Bradley
- Charles Stuart Calverley
- Sydney Bertram Carter
- Arthur Hugh Clough
- Edward Dyer
- Julian Grenfell
- Gerard Manley Hopkins
- Andrew Lang
- Francis Turner Palgrave
- Christopher Ricks
- William Young Sellar
- Robert Southey
- Eric Stenbock
- Patrick Shaw-Stewart
- Algernon Swinburne (rusticated 1859)

### Política
Actualmente no Parlamento Britânico:
- Eric Avebury
- Damian Green
- Boris Johnson
- Chris Patten
- Stephen Twigg
- William Waldegrave
- Tony Wright

Políticos activos no período da Segunda Guerra Mundial:
- Dingle Foot
- Bryan Gould
- Jo Grimond
- Denis Healey
- Edward Heath
- Roy Jenkins
- Crawford Murray MacLehose
- Harold Macmillan
- Walter Monckton
- Dick Taverne

Políticos activos no período da Primeira Guerra Mundial:
- Leo Amery
- Herbert Asquith
- George Nathaniel Curzon
- Alfred Milner
- Harold Nicolson
- Herbert Samuel

Políticos britânicos pré-Primeira Guerra Mundial:
- Victor Bruce
- Edward Cardwell
- Stafford Northcote
- Arthur Peel
- Henry Petty-Fitzmaurice
- Robert Reid

Políticos/estadistas/monarcas em outros países:
- Canadá
  - Vincent Massey
- Alemanha
  - Adam von Trott zu Solz
  - Richard von Weizsäcker
- Noruega
  - Haroldo V da Noruega
  - Olavo V da Noruega
- Malásia
  - Tuanku Jaafar
- Botsuana
  - Seretse Khama
- Japão
  - Masako Owada
- Estados Unidos
  - Paul Sarbanes
  - George Stephanopoulos

### Religião
- George Abbot
- John Bell
- Lionel Blue
- Israel Brodie
- John Douglas
- Shogi Effendi
- Frederick William Faber
- Austin Farrer
- Cardinal Heard
- Ronald Knox
- Cosmo Lang
- Henry Manning
- John Morton
- Arthur Penrhyn Stanley
- Archibald Campbell Tait
- Frederick Temple
- William Temple
- John Wycliffe
- Thomas More Sugerido mas não documentado